# Partit Comunista Hongarès dels Treballadors
Partit Hongarès dels Treballadors (en hongarès: Magyar Munkáspárt) (MM) és un partit polític d'Hongria que fou fundat el 1989 com a continuador del Partit Socialista Hongarès dels Treballadors. Des del canvi de règim a Hongria el 1989 no ha obtingut representació a l'Assemblea Nacional d'Hongria.

## Història
El partit es va establir el 17 de desembre de 1989 com a successor del Partit Socialista Hongarès dels Treballadors, adquirint el mateix nom. El va fundar una facció de militants oposats a la seva transformació en el Partit Socialista Hongarès, que va heretar legalment els seus actius i militància. Entre aquests hi havia Károly Grósz, l'últim secretari general de l'antic MSZMP i d'altres antics dirigents com János Berecz, Róbert Ribánszki o György Marosán. Al congrés fundacional van escollir a Gyula Thürmer com a president del partit, càrrec que ha ostentat fins a l'actualitat.
A les eleccions legislatives de 1990 va obtenir el 3.68% dels vots, insuficient per aconseguir representació a l'Assemblea Nacional, esdevenint però el partit extraparlamentari amb més suport, situació que es repetiria fins al 2002.
Al 1993 van modificar el nom a Partit dels Treballadors, i de nou al 2005 per Partit Comunista Hongarès dels Treballadors, en el context d'una crisi interna que va provocar la sortida del seu sector més moderat, els quals formarien el Partit Hongarès dels Treballadors 2006 - Esquerra Europea.
Finalment, l'11 de maig de 2013 el partit va haver de modificar-se novament el nom retornant a Partit Hongarès dels Treballadors, a causa d'una llei aprovada l'any anterior que prohibeix l'ús públic de noms associats a "règims autoritaris del segle XX", el que inclou el comunisme.

## Resultats electorals

### Assemblea Nacional
| Any  | Líder         | SMCs           | SMCs           | MMCs             | MMCs             | Escons  | +/– | Govern            |
| Any  | Líder         | Vots           | %              | Vots             | %                | Escons  | +/– | Govern            |
| ---- | ------------- | -------------- | -------------- | ---------------- | ---------------- | ------- | --- | ----------------- |
| 1990 | Gyula Thürmer | 131,444        | 2.65% (#9)     | 180,899          | 3.68% (#7)       | 0 / 386 | Nou | Extraparlamentari |
| 1994 | Gyula Thürmer | 177,458        | 3.29% (#7)     | 172,117          | 3.19% (#7)       | 0 / 386 | =   | Extraparlamentari |
| 1998 | Gyula Thürmer | 165,461        | 3.70% (#6)     | 183,071          | 4.08% (#6)       | 0 / 386 | =   | Extraparlamentari |
| 2002 | Gyula Thürmer | 108,732        | 1.93% (#6)     | 121,503          | 2.16% (#6)       | 0 / 386 | =   | Extraparlamentari |
| 2006 | Gyula Thürmer | 16,379         | 0.30% (#8)     | 21,955           | 0.41% (#6)       | 0 / 386 | =   | Extraparlamentari |
| 2010 | Gyula Thürmer | 5,668          | 0.11% (#10)    | 5,606            | 0.11% (#7)       | 0 / 386 | =   | Extraparlamentari |
| Any  | Líder         | Circumscripció | Circumscripció | Llista de partit | Llista de partit | Escons  | +/– | Govern            |
| Any  | Líder         | Votes          | %              | Votes            | %                | Escons  | +/– | Govern            |
| 2014 | Gyula Thürmer | 12,716         | 0.26% (#8)     | 28,323           | 0.56% (#5)       | 0 / 199 | =   | Extraparlamentari |
| 2018 | Gyula Thürmer | 13,613         | 0.25% (#9)     | 15,640           | 0.27% (#10)      | 0 / 199 | =   | Extraparlamentari |
| 2022 | Gyula Thürmer | 8,678          | 0.16% (#7)     | N/D              | N/D              | 0 / 199 | =   | Extraparlamentari |

### Parlament Europeu
| Any  | Vots                  | %                     | Escons                | +/-                   |
| ---- | --------------------- | --------------------- | --------------------- | --------------------- |
| 2004 | 56,221                | 1.83% (6è)            | 0 / 24                |                       |
| 2009 | 27,829                | 0.96% (7è)            | 0 / 22                | =                     |
| 2014 | No s'hi van presentar | No s'hi van presentar | No s'hi van presentar | No s'hi van presentar |
| 2019 | 14,452                | 0.42% (9è)            | 0 / 21                | =                     |
| 2024 | No s'hi van presentar | No s'hi van presentar | No s'hi van presentar | No s'hi van presentar |

## Congressos
| Congrés | Dates                                     | Notes                                                                          |
| ------- | ----------------------------------------- | ------------------------------------------------------------------------------ |
| XIV     | 17 de desembre de 1989                    | Fundació del partit, es segueix la numeració del MSZMP                         |
| XV      | 5 d'octubre de 1991                       |                                                                                |
| XVI     | 1994                                      |                                                                                |
| XVII    | 1998                                      |                                                                                |
| XVIII   | 1999                                      | Creació de l'organització juvenil "Front d'Esquerres"                          |
| XIX     | 26 i 27 de maig de 2001                   |                                                                                |
| XX      | 14 de desembre de 2002                    | Reconeixement del centralisme democràtic                                       |
| XXI     | 4 de juny de 2005 17 de desembre de 2005  | Modificació del nom a Partit Comunista Hongarès dels Treballadors              |
| XXII    | 4 de novembre de 2006                     | Es passa de representació per delegats a tota la militància                    |
| XXIII   | 11 de desembre de 2010 14 de maig de 2011 |                                                                                |
| XXIV    | 26 de maig de 2012                        | S'aprova un nou logotip i es celebren els 100 anys del natalici de János Kádár |
| XXV     | 11 de maig de 2013                        | Retorn al Partit Hongarès dels Treballadors                                    |
| XXVI    | 28 de març de 2015                        |                                                                                |
| XXVII   | 8 de desembre de 2018                     |                                                                                |
| XXVIII  | 19 de novembre de 2022                    |                                                                                |